# Błyzniuky
Błyzniuky (ukr. Близнюки) – osiedle typu miejskiego w obwodzie charkowskim Ukrainy, siedziba władz rejonu błyzniukiwskiego.

## Historia
Osiedle powstało w 1957.
W 1989 liczyła 5840 mieszkańców.
W 2013 roku liczyło 3909 mieszkańców.